# GP-30
Il GP-30 è un lanciagranate di fabbricazione sovietica, evoluzione diretta del GP-25.
La GP-30 è una versione alleggerita del GP-25, più facile da costruire e da usare, e consiste in una canna molto corta da 40 mm, con rigatura, un grilletto semplice ed un'impugnatura minima. Sopra la canna vi è una provvisione per attaccare il lanciagranate ad un fucile della serie AK, armi per cui il GP-30 è stato creato.
Le munizioni sono singolari perché, al contrario di altri lanciagranate come l'M203, la granata non ha un bossolo staccato dal proiettile, ma sono tutt'uno, così non ci sono bossoli sparati da espellere, rendendo la ricarica più veloce e l'arma più leggera.